# ترویلرس
ترویلرس (به فرانسوی: Trévillers) یک کمون در فرانسه است که در Canton of Maîche واقع شده‌است.

## خصوصیات
ترویلرس ۱۰٫۷۴ کیلومترمربع مساحت و ۴۷۹ نفر جمعیت دارد.